# Fay-lès-Marcilly
 Fay-lès-Marcilly  là một xã ở tỉnh Aube, thuộc vùng Grand Est ở phía bắc miền trung nước Pháp.